# Deutschlandhalle
 (août 2022).
Si vous disposez d'ouvrages ou d'articles de référence ou si vous connaissez des sites web de qualité traitant du thème abordé ici, merci de compléter l'article en donnant les références utiles à sa vérifiabilité et en les liant à la section « Notes et références ».

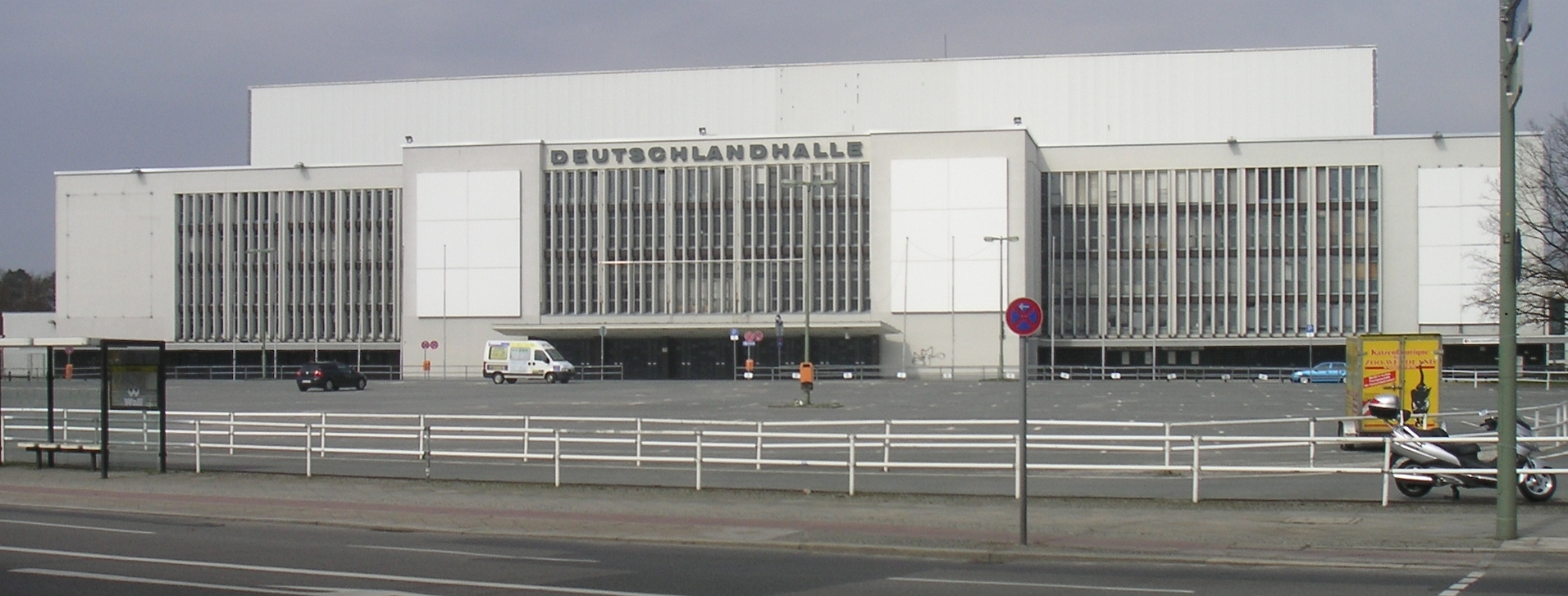
La Deutschlandhalle à Berlin-Westend.

La Deutschlandhalle était une salle polyvalente construite en 1935 et détruite en 2011. Elle était située dans le quartier de Berlin-Westend, en Allemagne, à proximité de la gare de S-Bahn Messe Süd. Sa structure était en acier et mesurait 117 m de long sur 83 m de large. Elle a pu contenir jusqu'à seize mille spectateurs. C'était l'une des plus anciennes au monde de cette taille.

## Histoire
Elle fut inaugurée le 29 novembre 1935 en présence d'Adolf Hitler et utilisée pour la première fois lors des Jeux olympiques d'été de 1936. Elle avait été conçue d'après un projet des architectes Ferry Ohrtmann (de) et Fritz Wiemer de Wiemer & Trachte (de) et avait été réalisée en neuf mois seulement.

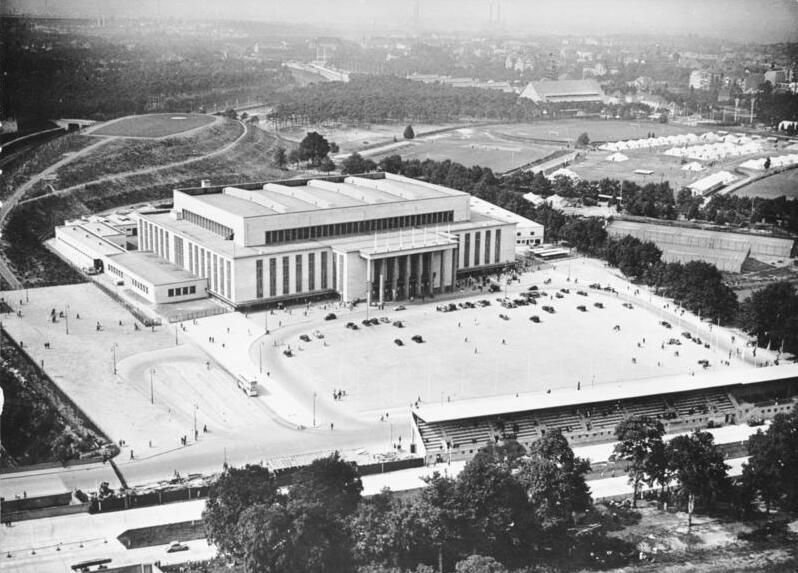
La Deutschlandhalle en 1939. Devant, le circuit automobile AVUS.

Au cours des années 1930, elle fut surtout le lieu de compétitions sportives, de spectacles et de rassemblements de masse du parti national-socialiste allemand (NSDAP) et de ses organisations. Elle pouvait accueillir jusqu'à 16 000 personnes.
La première semaine des J.O. de 1936 vit s'y dérouler les épreuves de lutte et d'haltérophilie et la deuxième semaine celles de boxe.
En 1938, la célèbre pilote Hanna Reitsch y fit des démonstrations en vol de l'hélicoptère Focke-Wulf Fw 61 au cours de la revue (exposition coloniale) Ki sua heli.
Lors du spectacle Menschen-Tiere-Sensationen (des hommes - des bêtes - des sensations) l'équilibriste funambule Camilla Mayer (1918-1940) (de son vrai nom Lotte Witte) se tua dans une chute à la suite de la rupture d'un mât le 20 janvier 1940.
Le bâtiment fut détruit lors d'un bombardement allié en janvier 1943.
Il fut reconstruit après la Seconde Guerre mondiale, mais les travaux durèrent huit ans, à cette occasion on installa un toit en béton. Le bâtiment accueillit ensuite des spectacles comme Holiday on Ice, Menschen, Tiere, Sensationen et British Tattoo. En novembre 1971, elle accueillit le spectacle Jesus Christus Erlöser, par Klaus Kinski, qui fut l'occasion d'une homérique confrontation entre l'acteur et son public scandalisé.
Elle fut le prototype des tournois de handball en salle et l'on y vit des combats de boxe mémorables avec Mohamed Ali et autres légendes. En 1983, l'équipe de basket-ball française du Limoges CSP y remporte sa seconde coupe d'Europe (Coupe Korać) consécutive face au Sibenka Sibenik et sa star Dražen Petrović. En 1995, elle accueillit aussi la Coupe Korać (victoire de Alba Berlin). C'était la plus grande salle de concert de Berlin-Ouest. Les Beatles, les Rolling Stones, les Who, Jimi Hendrix ou Prince y ont joué ainsi que Herbert Grönemeyer et Gianna Nannini.
En 1998, le bâtiment fut fermé et la municipalité de Berlin voulut le faire détruire en raison de sa vétusté. Il fut cependant malgré tout rouvert en avril 2001. On y installa une piste de patinage de 30 × 60 m et des tribunes pour 8 764 spectateurs où les équipes de hockey sur glace de Berlin et leurs supporteurs organisèrent de nombreuses rencontres. En 2005, elle fut de nouveau fermée pour refaire la toiture. Le 10 mars 2006, elle accueillit à nouveau les tournois de hockey sur glace.
Dans le cadre du remplacement du Centre de congrès international de Berlin, il est à nouveau question de détruire la Deutschlandhalle. Le 27 mai 2008, le Sénat de Berlin décide de démolir le bâtiment et de construire une nouvelle patinoire près de la Glockenturmstraße. Le toit est dynamité le 3 décembre 2011. De 2012 à 2014, on construit un nouveau hall d'exposition et de congrès, le CityCube Berlin.